# Sông Hóa (Hải Phòng – Thái Bình)
Sông Hóa là một con sông nhỏ thuộc hệ thống sông Thái Bình, được đặt tên vào cuối thế kỷ XIX gồm hai sông cổ là sông Tranh (đoạn từ làng Tranh tới làng Tò và sông Tô là đoạn sông từ Tô Xuyên đến sông Ngải Am (nay là sông Thái Bình), chảy ở tỉnh Thái Bình và thành phố Hải Phòng..
Sông được tách ra từ sông Luộc 20°43′35″B 106°24′26″Đ / 20,726398°B 106,407327°Đ (tên Hán Việt là Lục) tại địa phận xã An Khê, Quỳnh Phụ, Thái Bình chảy theo hướng Đông Nam, đến địa phận xã Thụy Ninh, Thái Thụy, Thái Bình sông đổi hướng chảy ngoằn ngoèo theo hướng Tây Đông và hợp lưu với sông Thái Bình tại địa phận xã An Tân (Thái Thụy) cách cửa Thái Bình khoảng 7 km về hướng Đông Bắc.
Sông có tổng chiều dài khoảng 35 km, đi qua các địa phương như huyện Quỳnh Phụ, Thái Thụy và Vĩnh Bảo - Hải Phòng. Làm ranh giới tự nhiên giữa Thái Bình và Hải Phòng.
Trên sông Hóa có hai cây cầu bắc qua sông là cầu Nghìn tại quốc lộ 10 và cầu sông Hóa tại quốc lộ 37.